# Mărăcineni (gmina w okręgu Buzău)
Mărăcineni – gmina w Rumunii, w okręgu Buzău. Obejmuje miejscowości Căpățânești, Mărăcineni,  i Potoceni. W 2011 roku liczyła 8279 mieszkańców.